# Конкакафов шампионат 1977.
Конкакафов шампионат 1977. (шп. CONCACAF Campeonato de Naciones енгл. NORCECA) било је седмо издање првенства КОНКАКАФ, фудбалског првенства Северне Америке, Централне Америке и Кариба (КОНКАКАФ), одржано је у Мексико Ситију и Монтереју, Мексико од 8. октобра до 23. октобра 1977. године. Мексико је, као домаћин, лако обезбедио трећу титулу и пласман у Аргентину '78, пошто је турнир послужио и као квалификација за Светско првенство. Зони Северне, Централне Америке и Кариба додељено је једно место (од 16) на финалном турниру. 

## Стадиони
| Мексико СитиМонтереј | Мексико Сити       | Монтереј              |
| -------------------- | ------------------ | --------------------- |
| Мексико СитиМонтереј | Стадион Астека     | Стадион Университарио |
| Мексико СитиМонтереј | Капацитет: 105.000 | Капацитет: 41.615     |
| Мексико СитиМонтереј |                    |                       |

## Финални турнир
| Тим       | О | П | Н | И | ГД | ГП | ГР  | Бод. |
| --------- | - | - | - | - | -- | -- | --- | ---- |
| Мексико   | 5 | 5 | 0 | 0 | 20 | 5  | +15 | 10   |
| Хаити     | 5 | 3 | 1 | 1 | 6  | 6  | 0   | 7    |
| Салвадор  | 5 | 2 | 1 | 2 | 8  | 9  | −1  | 5    |
| Канада    | 5 | 2 | 1 | 2 | 7  | 8  | −1  | 5    |
| Гватемала | 5 | 1 | 1 | 3 | 8  | 10 | −2  | 3    |
| Суринам   | 5 | 0 | 0 | 5 | 6  | 17 | −11 | 0    |

| Гватемала                                         | 3 : 2 | Суринам                           |
| ------------------------------------------------- | ----- | --------------------------------- |
| Феликс Макдоналд 15’, 38’ · Марио Рене Алфаро 85’ |       | Едвин Шал 2’ · Делано Ригтерс 55’ |

| Канада         | 1 : 2 | Салвадор                     |
| -------------- | ----- | ---------------------------- |
| Брајан Бад 85’ |       | Луис Рамирез Запата 44’, 84’ |

| Мексико                                 | 4 : 1 | Хаити            |
| --------------------------------------- | ----- | ---------------- |
| Санчез 1’ · Виктор Ранхел 46’, 70’, 82’ |       | Арсен Август 78’ |

| Канада                           | 2 : 1 | Суринам                 |
| -------------------------------- | ----- | ----------------------- |
| Баз Парсонс 32’ · Мајк Бакић 74’ |       | Реми Олмберг 40’ (пен.) |

| Мексико                                       | 3 : 1 | Салвадор           |
| --------------------------------------------- | ----- | ------------------ |
| Хавијер Карденас 36’ · Виктор Ранхел 59’, 90’ |       | Норберто Хуезо 75’ |

| Гватемала                | 1 : 2 | Хаити                                    |
| ------------------------ | ----- | ---------------------------------------- |
| Хосе Емилио Митровић 58’ |       | Ленц Доминик 20’ (пен.) · Пјер Бајон 44’ |

| Мексико                                                                                                   | 8 : 1 | Суринам               |
| --- | ----- | --------------------- |
| Виктор Ранхел 24’ · Раул Исиордија 37’, 49’ · Санчез 39’, 90’ · Алфред Именез 73’, 84’ · Рафаел Чавез 80’ |       | Едвин Шал] 23’ (пен.) |

| Салвадор | 0 : 1 | Хаити             |
| -------- | ----- | ----------------- |
|          |       | Емануел Санон 24’ |

| Канада                              | 2 : 1 | Гватемала             |
| ----------------------------------- | ----- | --------------------- |
| Баз Парсонс 20’ · Боб Ленардузи 35’ |       | Марио Рене Алфаро 62’ |

| Мексико                                               | 2 : 1 | Гватемала                |
| ----------------------------------------------------- | ----- | ------------------------ |
| Артуро Васкез Ајала 28’ (пен.) · Хавијер Карденас 81’ |       | Хосе Емилио Митровић 44’ |

| Салвадор                                   | 3 : 2 | Суринам                             |
| ------------------------------------------ | ----- | ----------------------------------- |
| Махико Гонзалез 42’ · Елмер Росас 77’, 87’ |       | Emanuelson 58’ · Olmberg 89’ (пен.) |

| Канада         | 1 : 1 | Хаити             |
| -------------- | ----- | ----------------- |
| Мајк Бакић 90’ |       | Гај Дорсанвил 78’ |

| Мексико                              | 3 : 1 | Канада         |
| ------------------------------------ | ----- | -------------- |
| Хавијер Гузман 31’, 40’ · Санчез 65’ |       | Баз Персонс 9’ |

| Гватемала              | 2 : 2 | Салвадор                             |
| ---------------------- | ----- | ------------------------------------ |
| Серхио Ривера 58’, 75’ |       | Елмер Росас 44’ · Норберто Хуезо 85’ |

| Хаити           | 1 : 0 | Суринам |
| --------------- | ----- | ------- |
| Ленц Доминик 7’ |       |         |

Мексико се квалификовао за С.П. Аргентина 1978.

### Достигнућа
| Најбољи играч | Победник КОНКАКАФ шампионата 1977. Мексико 3° титула | Најбољи стрелац Виктор Ранхел (6. голова) |